# Hormathophylla baetica
Hormathophylla baetica är en korsblommig växtart som beskrevs av Philippe Küpfer. Hormathophylla baetica ingår i släktet Hormathophylla och familjen korsblommiga växter. Inga underarter finns listade i Catalogue of Life.